# Chetone intersecta
Chetone intersecta är en fjärilsart som beskrevs av Erich Martin Hering 1925. Chetone intersecta ingår i släktet Chetone och familjen björnspinnare. Inga underarter finns listade i Catalogue of Life.